# Victor Szebehely
Victor G. Szebehely (21 de agosto de 1921 - 13 de septiembre de 1997) fue un físico húngaro naturalizado estadounidense, una de las figuras clave en el desarrollo y éxito del Programa Apolo debido a su contribución al desarrollo de las ecuaciones necesarias para controlar el movimiento de las astronaves sometidas al influjo gravitatorio de la Tierra y de la Luna.

## Semblanza
Szebehely nació en Budapest (Hungría). Su padre era ingeniero y comenzó a estudiar en ese campo, pero luego se pasó a la física. En 1944 se graduó como ingeniero en la Universidad de Tecnología y Economía de Budapest.
Debido a la amenaza de la toma del poder por los comunistas, emigró a Norteamérica en 1947, adquiriendo la nacionalidad estadounidense en 1956.
A lo largo de su carrera trabajó con la compañía General Electric, con la Universidad de Yale, con la Armada Real de los Países Bajos, con la Fuerza Aérea de los Estados Unidos, con la NASA y con la Universidad de Texas en Austin. Una de sus áreas de investigación fue la basura espacial y la defensa planetaria contra los impactos astronómicos.
En 1956, un número adimensional utilizado en flujos inestables dependientes del tiempo se denominó "número de Szebehely" (en los números de septiembre y octubre de 1977 de la revista Celestial Mechanics, volumen 16, una ecuación utilizada para determinar el potencial gravitatorio de la Tierra, los planetas, los satélites artificiales y las galaxias se denominó "ecuación de Szebehely").
Murió en Austin (Texas) a los 76 años de edad.

## Publicaciones
- Su primer libro, La teoría de las órbitas, es una obra importante en astrodinámica, siendo el texto definitivo sobre el problema de los tres cuerpos aplicable a un sistema Tierra-Luna-nave espacial, como era el caso del Programa Apolo.
- "Hidrodinámica de los barcos que chocan", en el Informe 823 de la Cuenca Modelo de David Taylor en 1952.
- Coautor de "Choques de barcos en mares de proa", en el Informe 913 de la Cuenca Modelo de David Taylor en 1955.

## Reconocimientos
- En 1957 fue nombrado caballero de los Países Bajos por la reina Juliana.[2]
- En 1978 recibió el primer Dirk Brouwer Award de la División de Astronomía Dinámica de la American Astronomical Society.